# Александър Секулов
Александър Илиев Секулов е български писател, поет и журналист. Създател и собственик на два от най-известните музикални клубове в Пловдив – „Конюшните на царя“ и „Петното на Роршах“.

## Биография
Александър Секулов е роден на 6 януари 1964 година в Пловдив в семейството на гъркиня и актьора Илия Секулов. Завършва Средно специално художествено училище за сценични кадри в родния си град (със специалност помощник-режисьор) и българска филология в Пловдивския университет „Паисий Хилендарски“.
Работил е като журналист и редактор във вестниците „Марица“ и „Новинар“ (1991–1997). Автор на ежедневната рубрика „Под игото“ на вестник „Марица“ от 1993 година, за която е носител на наградата „Пловдив“ за журналистика (1995). Водещ на предаване в радио ТНН в периода 1993-1995 година. Изпълнителен директор на Европейски месец на културата – Пловдив (1999).
Автор и издател на списанията „Фрагменти“ (1990) и „Петното“ (2004).
Създател и собственик на два от най-известните музикални клубове в Пловдив – „Конюшните на царя“ и „Петното на Роршах“, осъществяващи дългосрочни програми в областта на джаза, литературата, класическата музика, киното, рокмузиката, образователните програми в сътрудничество с Британския съвет, издателска къща Сиела, БНТ, Чешкия културен институт, Полския културен институт и други частни продуцентски организации.
Създател на Празници на изкуствата „Лятно време“ в Старинен Пловдив (1997) и на организацията „Plovdiv Music Stage“. Участва в създаването на отворената гражданска кампания „Обичам Пловдив“ в края на 2005 година.
Съвместно с художника Атанас Хранов издава колекциите „Наско Х. Истории с ром, джинджифил, стафиди и мед“ (2005) и „Малката светица и мъжете от черен пипер“ (2007). Двамата са автори на пътуващата изложба на културния институт към Министерство на външните работи „Плаващият град и мъжете от черен пипер“, чиято премиера се случва на Празници на изкуствата „Аполония” през 2008 година. През 2012 г. следва и колекцията „Напълно Необходими Неща“ Двамата участват в кампанията на уиски „Бушмилс“ „Bushmills Brothers – Открай време“.
Автор е на пиесата „Светли хотелски стаи“ (2005), издадена частично от списание „Страница“ (2003).
Превеждан е на английски, немски, френски и унгарски език.

## Награди
- Носител на националните литературни отличия „Академика“ (1988) и „Цветан Зангов“ (1985, 1986, 1987).
- Носител на националната награда „Иван Николов“ за стихосбирките „Високо, над далечината“ и „Възхитително и леко“ (1998, 2004)
- Носител на награда „Пловдив“ в раздел „Художествена литература“ за романа „Възхитително и леко“ (2004), за поетичната книга „Море на живите“ (2016)[5][6] и за пиесата „Одисей“ (2019)[7]
- Носител на националната награда „Христо Фотев“ за стихосбирката „Море на живите“ (2018)[8]